# Garten des Dänischen Königs
Der Garten des dänischen Königs (estnisch Taani kuninga aed) ist ein Park in der Altstadt von Tallinn westlich der Rüütli-Strasse. In dem Park wurde eine steinerne Gedenktafel für die Künstler Paul und Kristjan Raud angebracht, die im Jungfrauenturm arbeiteten.

## Geschichte
Der Kadriorg-Park, auch bekannt als der Garten des dänischen Königs, wurde im frühen 18. Jahrhundert gegründet. Er wurde im Jahr 1718 von Zar Peter dem Großen von Russland in Auftrag gegeben und nach seiner Frau Katharina I. benannt. Der Park wurde im barocken Stil gestaltet und umfasst eine Fläche von etwa 70 Hektar. Die Errichtung des Parks war Teil eines größeren Bauprojekts in Tallinn das der Zar veranlasste und zu dem auch das nahegelegene Kadriorg-Palastensemble gehörte.
Die Ursprünge des Parks und seines Namens Garten des dänischen Königs reichen aber sehr viel weiter zurück
Einer Legende nach erhielten die Dänen hier am 1219 ihre Nationalfahne den Dannebrog. Damals griff die estnische Flotte, den am 12. Juli 1219 gelandeten, dänischen König Waldemar II in seinem Militärlager an. Der König soll in höchster Not um ein Zeichen des Himmels und um ein Wunder gebetet haben, das Zeichen soll der Legende nach eine vom Himmel gefallene Fahne mit einem weißen Kreuz auf rotem Grund gewesen sein, welches die Dänen fortan als Nationalfahne nutzen. Der Sieg Waldemars führte zu einer über hundertjährigen Herrschaft der Dänen über Tallinn und damit gesamt Nordestland.
Einer anderen Legende zufolge erhielt der Ort seinen Namen erst im 14. Jahrhundert von den dankbaren Bürgern Tallinns den Namen „Garten des dänischen Königs“, damals legte der dänische König Erik Menved im Jahr 1311 den Streit bei, der durch die Pläne von Johannes Kannes für den Bau der Stadtmauer von Tallinn zwischen den Bürgern der unabhängigen Unterstadt und den Herrschern im estländischen Kanton Toompea. Dabei wurden Bürgern und Kaufleuten ihre Rechte und Freiheiten durch ein königliches Privileg garantiert.
Die jährliche Feier des Dannebrog-Tages an jedem 15. Juni – des Tages der dänischen Flagge – im Garten des dänischen Königs ist zu einer Tradition geworden.